# Nzambi Corona
La Nzambi Corona è una struttura geologica della superficie di Venere.